# Luigi Cimara
Luigi Cimara (* 19. Juli 1891 in Rom; † 29. Januar 1962 ebenda) war ein italienischer Schauspieler.

## Leben
Cimara stammte aus einer adligen Familie (sein Vater war Mitglied der Nobelgarde des Heiligen Stuhls) und studierte Schauspiel an der „Accademia di Santa Cecilia“ in seiner Geburtsstadt, wobei Virginia Marini eine seiner Lehrmeister war. Er debütierte 1912 in der Schauspieltruppe von Amedeo Chiantoni. Der für damalige Zeit typische Darsteller junger Helden – schlank, elegant, drahtig, feingliedrig – wurde 1913/14 von Lyda Borelli unter Vertrag genommen und von 1915 bis 1921 als jugendlicher Hauptdarsteller von Tina Di Lorenzo und Armando Falconi verpflichtet. Unter der Ensembleleitung von Dario Niccodemi bildete er anschließend mit Vera Vergani ein publikumswirksames und erfolgreiches Theaterpaar. Schließlich war er Ko-Namensgeber der drei Jahre existierenden Truppe um Marisa Merlini/Sergio Tofano/Luigi Cimara; im Folgejahr war Kiki Palmer seine Bühnenpartnerin. In die Leitung von Gruppen kehrte er 1935 neben Laura Adani und Umberto Melnati zurück, 1937 zusätzlich mit Paola Borboni und 1939/40 mit Evi Maltagliati/Carlo Ninchi.
Nach Ende des Zweiten Weltkrieges spielte Cimara neben Lilla Brignone (1946/1947), Sarah Ferrati/Leonardo Cortese (1948/49) und wieder in zwei Compagnien unter eigener Co-Leitung (Andreina Paul/Lida Ferro resp. Vivi Gioi/Margherita Bagno als Partner). Mit letzterer wurde erfolgreich André Roussin auf die Bühne gebracht. Ende 1953 agierte er neben Anna Magnani in der Revue Chi è di scena? unter der Leitung des Autors Michele Galdieri sowie neben Enrico Maria Salerno und Anna Maria Guarnieri in Wolken sind überall. 1957 war er Teil einer gut aufgenommenen Der Kirschgarten-Inszenierung unter Giorgio Strehler.
Mit seiner großen und vornehmen Erscheinung – von Kritikern wurde er als „Lord Brummel des italienischen Theaters“ und „Dandy der Bühne“ bezeichnet –  waren schon zu Stummfilmzeiten Angebote des Kinos nicht ausgeblieben. In etlichen nicht unbedeutenden Werken wirkte Cimara mit, so in La macchia rossa und Cura di baci (beide 1916), Lotta d'elemente, raffice d'anime (1917 von Renato Molinari), Caino, E dopo? und L'autunno dell'amore (alle 1918), La copla vendia la colpa (1919) und La rupe Tarpea von Gaston Ravel (1920). Sein Tonfilmschaffen ist umfangreich, aber weniger bemerkenswert; in Hauptrollen war Cimara nicht mehr zu sehen. Auch gelegentliche Engagements beim Radio und für das Fernsehen (Tutte bugie von Sandro De Stefani) nahm er an. Wegen einer Erkrankung, die bald darauf zu seinem Tod führte, musste er seine Arbeit ruhen lassen.
Er ist der Bruder des Schauspielers Giovanni Cimara.

## Filmografie (Auswahl)
- 1914: L'esplosione del forte B.2
- 1918: Caino
- 1920: La rupe tarpea
- 1932: La telefonista
- 1939: Skandal um Dora (Dora Nelson)
- 1951: Andere Zeiten (Altri tempi)
- 1952: Ein Auto macht noch keinen Millionär (5 poveri in automobile)
- 1953: Hundert Jahre Liebe (Cento anni d'amore)
- 1958: Rebell ohne Gnade (Capitan Fuoco)
- 1960: Prinzessin Olympia (Olimpia)